# Anskydning
Anskydning betyder indenfor jagt, at et dyr rammes af et skud uden at det slås ihjel.
I Danmark påviste Danmarks Miljøundersøgelser i 1996 at en meget stor andel af vildtbestanden levede med hagl i kroppen fordi dyrene var blevet skudt uden at blive dræbt. I visse bestande levede op til en tredjedel af dyrene med hagl i kroppen.
Undersøgelsens resultat førte til at Miljøministeriet og Vildtforvaltningsrådet udarbejdede Handlingsplan til forebyggelse af anskydning af vildt, der trådte i kraft i 1997. Hovedpunktet i planen var den generelle henstilling til jægerne ikke at skyde før vildet er tæt nok på. Skov- og Naturstyrelsen og Danmarks Jægerforbund har siden gennemført kampagner med hensigten at gøre jægerne opmærksomme på problemet. Senere undersøgelser har vist, at antallet af anskydninger er faldet fra 1996 til 2005.
Der findes særligt trænede hunde (bl.a. schweisshunde), der er specialiserede i at finde let blødende, anskudt vildt.